# Egebæksvang
56°0′N 12°33.5′Ø / 56.000°N 12.5583°Ø
Egebæksvang skov ligger ved Espergærde i Nordøstsjælland.
Skoven er fredskov siden 1805. Den omfatter et areal på 177 ha (212 tdr. land), hvoraf ca. 100 ha er egentlig skov. Skoven gennemskæres af Egebækken, der løber i vest-østlig retning og udmunder i Øresund. Skoven rummer de menneskeskabte vandhuller Salamanderdammene (eller -søerne) og det store engområde Stormade (samt det mindre engområde Lille made i umiddelbar tilknytning hertil).

## Plantevækst
Skoven er altovervejende en lysåben bøgeskov. Underbevoksningen omfatter ahorn, almindelig røn, ask, el, brombær.
På muldbunden vokser almindeligt hvid anemone, enblomstret flitteraks, skovhundegræs , hindbær, skov-viol, mose-bunke, lund-rapgræs, feber-nellikerod, guldnælde, kæmpe-svingel, læge-ærenpris, skovmærke, glat dueurt, skovsyre, miliegræs, bingelurt, almindelig lungeurt.
I skyggen af opvoksende ahorn vokser skvalderkål, skov-galtetand. På steder, hvor vand træder frem langs bække og grøfter findes akselblomstret star, håret star, skov-star, korsknap, rørgræs, kær-padderok, eng-nellikerod, skov-kogleaks, lav ranunkel, almindelig mjødurt, skov-stilkaks, tykbladet ærenpris, vandkarse, kål-tidsel, benved, vorterod, følfod, mose-bunke, stor nælde.
I skovens sydlige del findes morbund, hvor findes håret frytle, skovsyre, miliegræs, almindelig høgeurt, prikbladet perikum, lund-rapgræs, pille-star, liljekonval, salomons segl, almindelig gedeblad.
På skråningerne ned mod Egebækken findes væld med blandt andet skov-padderok, løgkarse, almindelig milturt, guldnælde, almindelig mangeløv, smalbladet mangeløv, dunet egebregne.
Engen i skovens sydlige del, Stormade, bliver dels græsset, dels slået. Her kan nævnes eng-svingel, græsbladet fladstjerne, almindelig mjødurt, skov-kogleaks, kær-star, mose-bunke, kær-tidsel, kål-tidsel, korsknap, rørgræs, lodden dueurt, tykbladet ærenpris, vellugtende gulaks, fløjlsgræs.
Blandt skovens svampearter kan nævnes rørhat, safran-skælhat, netbladhat, fyrsvamp, smuk rødblad.

## Dyreliv
Dyrelivet omfatter rådyr, rød ræv, rødt egern, skovmus, muldvarp.
Fuglelivet er rigt og omfatter ud over spurvefugle stor flagspætte, skovskade, husskade, gråkrage, råge, musvåge.
Blandt hvirvelløse dyr kan nævnes sort skovsnegl, rød skovsnegl, havesnegl, kratsnegl, lundsnegl. I dammene findes stor vandsalamander, lille vandsalamander, af fisk skalle, løje, hundestejle samt ål.

## Betydning
Egebæksvang spiller en stor rolle for den stedlige befolknings fritidsliv, herunder motionsløbere, hundeluftere, ryttere, spejdere og andre.

## Andet
Egebæksvang indgår i Nationalpark Kongernes Nordsjælland.
I den sydøstlige udkant af skoven ligger Egebæksvang Kirke ud til Strandvejen.
I midten af skoven ligger en shelter, der kan lånes til skoleture etc. Der er et muldtoilet tilknyttet. Koordinaterne for shelteren er 55°59′50″N 12°33′40″Ø / 55.99722°N 12.56111°Ø